# Kaliroa (mjesec)
Kaliroa (također Jupiter XVII) je prirodni satelit planeta Jupiter. Retrogradni nepravilni satelit iz grupe Pasiphae s oko 8.6 kilometara u promjeru i orbitalnim periodom od 776.543 dana.